# Equipos participantes en la Copa CECAFA 2010
Los jugadores que participaron en la Copa CECAFA 2010 en su respectivo equipo fueron los siguientes:
- TANZANIA:

- SOMALIA:

- BURUNDI:

- ZAMBIA:

- RUANDA:

- SUDÁN:

- COSTA DE MARFIL:

- Datos: Q5837731